# Видеорегистратор

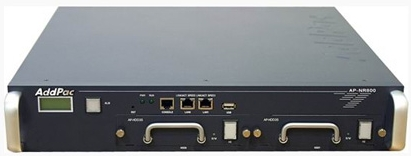

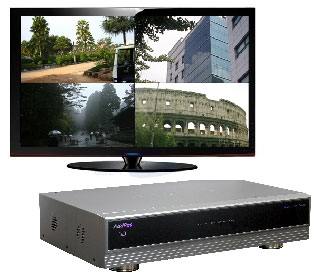

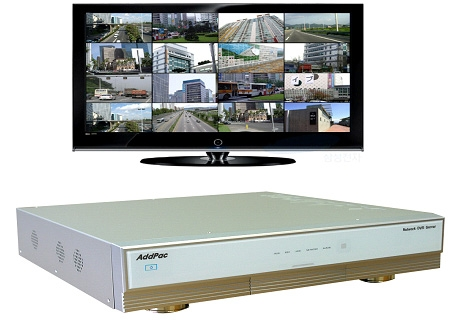

Видеорегистратор (англ. Digital Video Recorder, DVR, цифровой видеорегистратор) — устройство, предназначенное для записи, хранения и воспроизведения видеоинформации.
Работает по следующему принципу: камеры подключаются к видеорегистратору и передают на него видео по кабелям. Регистратор получает сигнал, преобразует его в изображение, сжимает, и, при необходимости, записывает на винчестер. Просмотреть видео можно подключив к видеорегистратору телевизор или монитор, а также используя удаленное подключение.
Видеорегистраторы, в основном, используются в системах видеонаблюдения как стационарных (на объектах), так и подвижных (например, автомобильные видеорегистраторы).
В зависимости от поставленных задач видеорегистратор может использоваться для решения различных задач, в том числе:
- для видеонаблюдения за посетителями в частных домах, офисах, магазинах;
- для видеоконтроля кассовых операций на рабочих местах кассиров в магазинах (для анализа соответствия видеоданных, данных кассовых терминалов и чеков);
- для организации системы учета и контроля автотранспорта на парковках и КПП предприятий;
- для автоматической регистрации и контроля перемещений железнодорожных вагонов по территории заводов, комбинатов, топливно-заправочных комплексов, хранилищ;
- при организации территориально-распределенных систем видеонаблюдения, в том числе с единым центром мониторинга.

## Особенности видеорегистраторов
Цифровой видеорегистратор представляет собой электронное устройство, сходное по строению с компьютером или видеосервером и содержит в своём составе АЦП, процессор, жёсткий диск и другие компоненты. Для управления видеорегистратором на нём может быть установлена специализированная операционная система. Перед записью оцифрованные видеоизображения, как правило, подвергаются компрессии для уменьшения занимаемого места. Практически все видеорегистраторы могут работать как с монохромными, так и с цветными видеоизображениями. Многие видеорегистраторы имеют возможность подключения к компьютерной сети для передачи видеоизображений на компьютеры удалённых пользователей.
Видеорегистраторы характеризуются такими параметрами, как:
- функциональность (симплекс, триплекс, пентаплекс);
- число входных видеоканалов;
- суммарная скорость записи;
- разрешение;
- используемый тип компрессии;
- количеством записываемой информации до перезаписи;
- возможности подключения внешних накопителей информации;
- возможностью подключения аудиоканалов;
- возможностью подключения IP-видеокамер;
- возможностью подключения внешних устройств (через релейные входы/выходы);
- возможностью работы в сети и многими другими параметрами.

В системах видеонаблюдения видеорегистраторы, практически повсеместно, заменили собой ранее применявшиеся для этих целей видеомагнитофоны и квадраторы, основным конкурентом видеорегистраторов в системах видеонаблюдения сейчас являются видеосерверы на основе компьютеров.
Видеорегистраторы серийно выпускаются многими предприятиями. Распространенными являются такие типы видеорегистраторов, как PC-based, то есть системы, выполненные на основе ПК (например, AceCop, AverMedia, Cyfron, Domination, DSSL, Goal, ISS, ITV | AxxonSoft, UnitECO, Videonet).

## Виды видеорегистраторов
В настоящий момент отдельные разновидности DVR выделились в подгруппы, которые имеют собственные названия:
- NVR — сетевой видеорегистратор (работа только с IP-видеокамерами),
- HDVR — гибридный видеорегистратор (работа с аналоговыми и IP-видеокамерами),
- PC-based DVR (видеорегистратор на базе ПК)
- stand alone DVR (работа только с аналоговыми видеокамерами).
- Car DVR — видеорегистратор, предназначенный для установки в автомобилях, грузовиках, катерах и прочих транспортных средствах

### Сетевые видеорегистраторы (NVR)

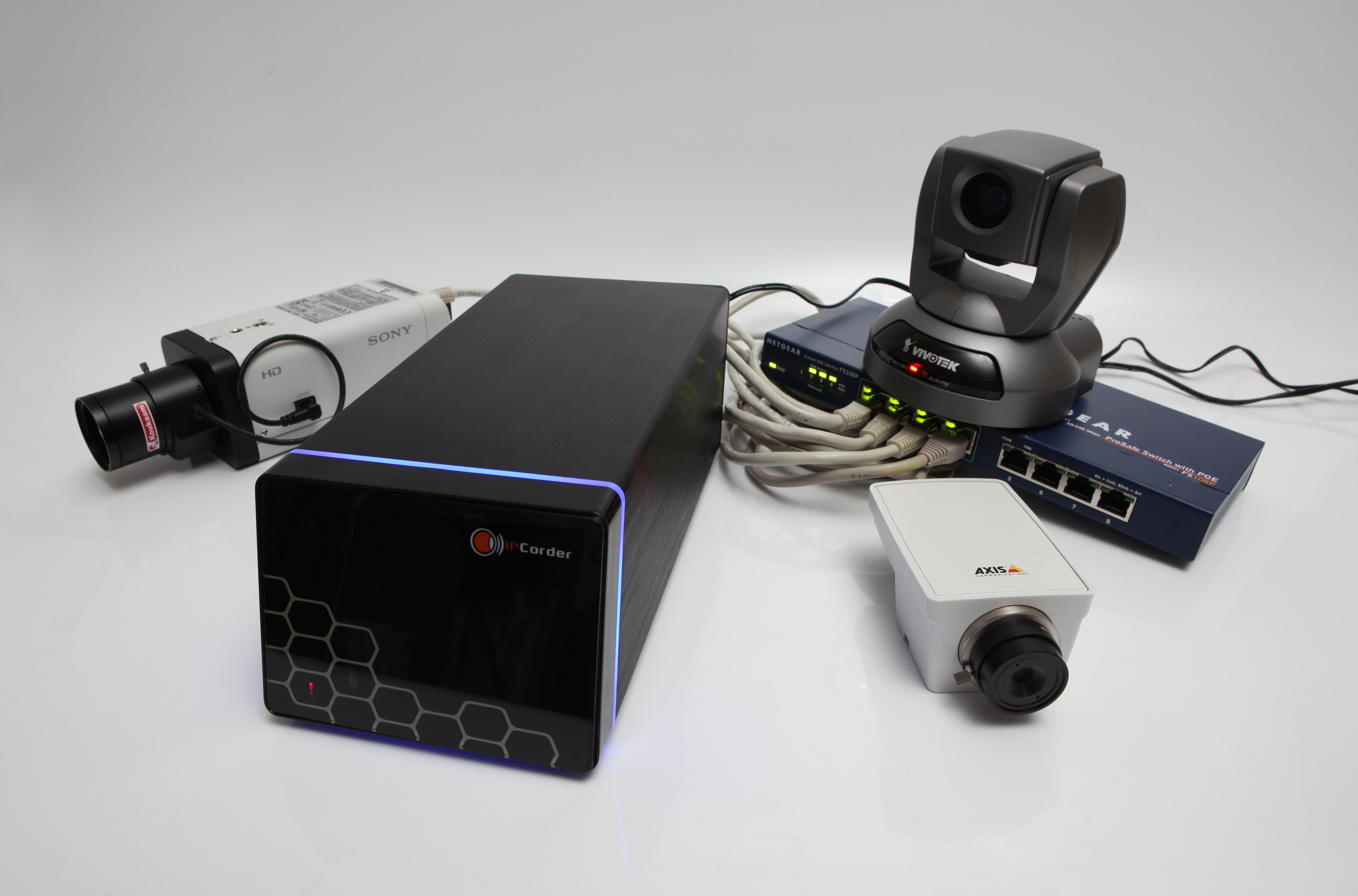
NVR

Сетевые видеорегистраторы или NVR (англ. Network Video Recorder, сетевой видеорегистратор)
предназначены для работы в IP-системах видеонаблюдения. В отличие от обычных DVR, NVR получают видеоданные уже в сжатом виде по сети Ethernet. Данные могут поступать с IP-видеокамер или с аналоговых видеокамер, подключаемых через специальные адаптеры (типа: «композитный сигнал — Ethernet»). Особенностью NVR является то, что они могут работать лишь с ограниченным списком моделей IP-видеокамер, поскольку в настоящее время стандартизация их интерфейсов сетевого обмена ещё не распространена.

#### Достоинства
- удаленный доступ к видеоданным по локальной сети или Интернет (через специальный софт, web-интерфейс, приложения для мобильных устройств)
- легко наращиваемая архитектура
- подключение к локальной сети в произвольном месте

#### Недостатки
- высокая нагрузка на локальную сеть

#### Характеристики сетевых видеорегистраторов
Типичные характеристики сетевого DVR:
- количество видеоканалов (IP видеокамер): 4/8/16/20/32/40/64
- количество HDD: 2/4/6/8/12/16 (поддержка RAID)
- поддерживаемые форматы видеосжатия: MJPEG, MPEG4, H.264 и др
- наличие аудио/видео интерфейсов для вывода информации с видеокамер на локально подключаемый видеомонитор

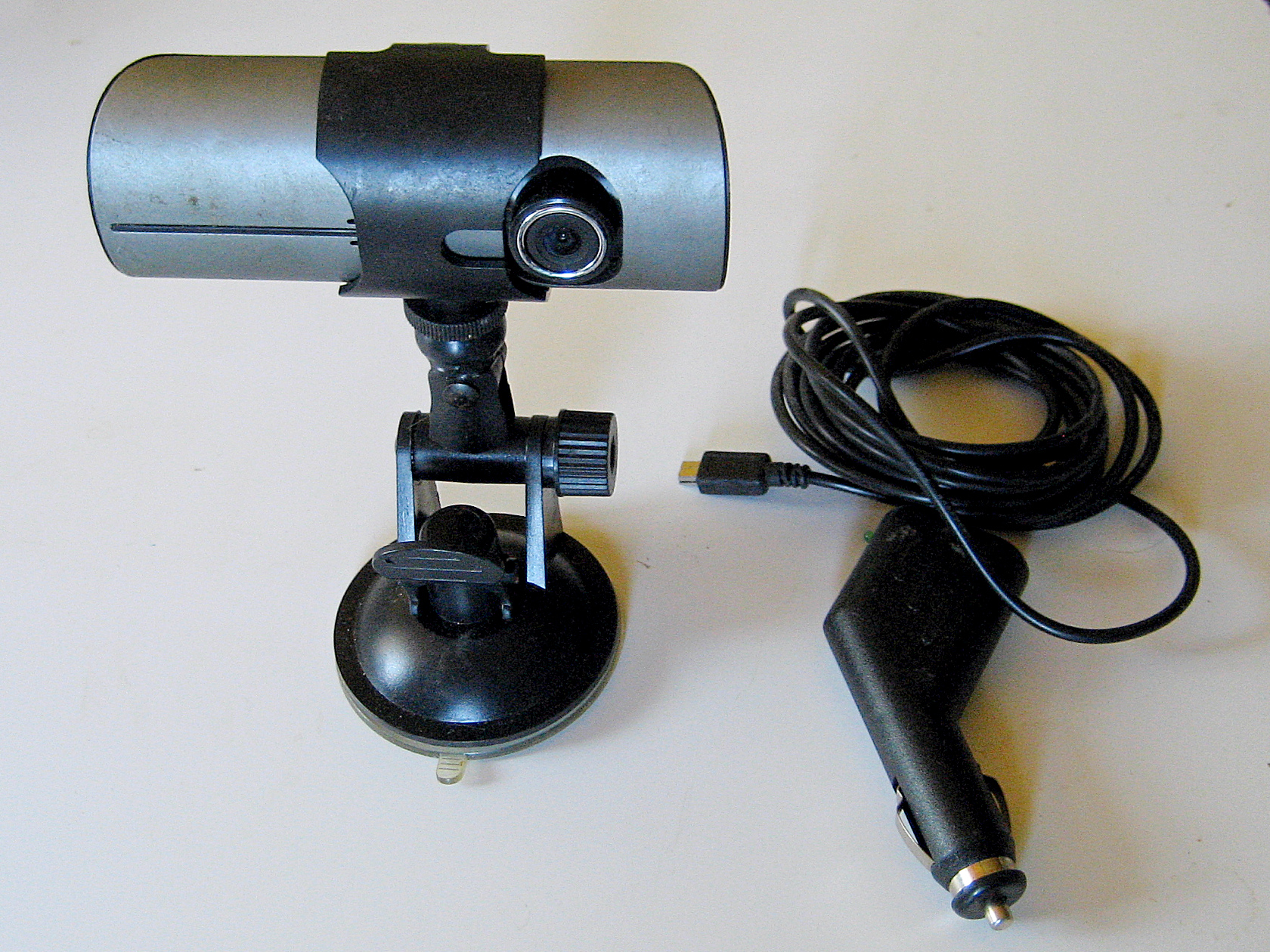
Видеорегистратор автомобильный

## Автомобильные видеорегистраторы
Автомобильные видеорегистраторы предназначены для видеофиксации обстановки вокруг автомобиля при его движении или стоянке.
Основное назначение — доказательная база при возникновении спорных ситуаций при дорожно-транспортных происшествиях.